# Dancing Queen
«Dancing Queen» (en español: «Reina danzante / La reina del baile») es una canción del género pop y disco, interpretada por el grupo sueco ABBA. Escrita en 1975 por Benny Andersson, Björn Ulvaeus y Stig Anderson, este tema se incluyó en el cuarto álbum de estudio del grupo, titulado Arrival, poco después de haber sido publicado como sencillo en agosto de 1976.
Siendo una de las primeras canciones compuestas para dicho álbum, se planeó que fuese el primer sencillo para la promoción, aunque, a petición de su mánager, «Fernando» fue elegida sobre «Dancing Queen». A mediados de 1976, «Dancing Queen» se escuchó por primera vez en la boda de Carlos XVI Gustavo de Suecia y Silvia Sommerlath. Tras su lanzamiento, la canción llegó a los primeros lugares de las listas de popularidad en Europa, África y Oceanía; para abril de 1977 se convirtió en  número uno del grupo en la lista Billboard Hot 100. Las buenas críticas recibidas, la grabación del video, las presentaciones en varios programas de televisión alrededor del mundo y su inclusión en la gira de 1977, hicieron que la canción cobrara gran popularidad y se convirtiera en uno de los sencillos más vendidos del grupo.
«Dancing Queen» se ha incluido en varios álbumes recopilatorios de ABBA (como ABBA Gold, Greatest Hits Vol. 2 y The Definitive Collection), además de ser usada en varias películas y programas de televisión, al mismo tiempo que se han lanzado varias versiones nuevas grabadas por artistas reconocidos. Actualmente, es considerada la canción más conocida del grupo y varios críticos la identifican como una de las mejores dentro de su género.

## Grabación y producción
En el verano de 1975, el grupo se encontraba en el trabajo de promoción de su álbum homónimo ABBA, el lanzamiento de su sencillo «SOS» y otros proyectos individuales. Como muchos de los artistas más famosos de la década de 1970 lanzaban material nuevo cada año, el grupo decidió seguir esa tendencia y en agosto de 1975 comenzaron el proceso de composición. Como revelaron en entrevistas posteriores, Benny Andersson y Björn Ulvaeus acostumbraban iniciar las sesiones de composición días antes de entrar al estudio, concentrándose en una pequeña cabaña a las afueras de Estocolmo, con sólo una guitarra y un piano.
El 4 de agosto de 1975, Andersson y Ulvaeus ingresaron a los estudios Glen en los suburbios de Estocolmo para trabajar en tres nuevas canciones. La primera de ellas, «Tango», finalmente terminaría transformándose en «Fernando»; la segunda pista, «Olle Olle», nunca sería terminada y la tercera composición adoptó el nombre de «Boogaloo». Aunque la grabación aún se encontraba en proceso de composición, los miembros del grupo notaron el potencial que tenía. Frida Lyngstad afirmó:

Benny llegó a casa con una cinta que contenía la pista, y la reprodujo para mí. Pensé que era tan increíblemente hermosa que comencé a llorar.

Después de varios arreglos realizados a esta última pista, Stig Anderson, mánager del grupo, y Ulvaeus, agregaron las letras al tema, el cual tomó el nombre de «Dancing Queen». Para septiembre, Agnetha Fältskog y Frida Lyngstad agregaron sus voces a la grabación. Sin embargo, tomó meses para que la canción estuviese totalmente terminada. Después de una serie de arreglos que incluyeron el retoque de las voces, el uso de la técnica del wall of sound y la eliminación de un verso completo, la canción fue finalizada en diciembre del mismo año.

## Composición

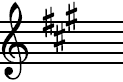
«Dancing Queen» está compuesta en la tonalidad de la mayor.

«Dancing Queen» es una canción del género pop y dance, aunque muchos críticos y publicaciones musicales la clasifican también como una canción disco, a pesar de no contener varios elementos distintivos de este género. La melodía está compuesta en un compás de 4/4, en la tonalidad de la mayor y en un tempo de ~100 pulsaciones por minuto (varía entre 100~102 aproximadamente).
La composición está basada en un ostinato. Dentro de la melodía de la canción sobresale el uso de un conjunto de instrumentos de cuerda, el ritmo de un piano acústico y una percusión prominente, lo que le da una característica algo compleja. Fältskog y Lyngstad son las líderes vocales y sus voces pueden ser consideradas un ejemplo de armonía vocal. La introducción de la canción, un glissando ejecutado en piano, es considerada una de las melodías más reconocibles dentro de la música pop. Otro aspecto inusual, pero no único dentro de las características de una típica canción pop, es que, aunque contiene la clásica configuración verso-estribillo-verso, «Dancing Queen» comienza directamente con el estribillo.
Desde el comienzo, «Dancing Queen» fue concebida como una canción bailable y animada, que se ajustaba con las nuevas tendencias dentro de la música disco y dance. Los compositores tuvieron como inspiración principal el tema musical de 1974 con gran repercusión, «Rock Your Baby», de George McCrae's, además de la influencia rítmica que se tomó de la batería del álbum de 1972, Gumbo, de Dr. John.
La letra de «Dancing Queen» es simple y habla sobre una joven de diecisiete años que goza de bailar y se divierte al salir de fiesta. Ella es la «reina del baile» y a pesar de tener varios pretendientes y ser popular entre los hombres, disfruta el hecho de simplemente seducirlos y retirarse para seguir bailando. La creencia popular de que la canción está compuesta en honor a la reina de Suecia, Silvia Sommerlath, es totalmente falsa.

## Lanzamiento
ABBA tenía planeado el lanzamiento de un nuevo sencillo en marzo de 1976. Sin embargo, a petición de su mánager, «Fernando» fue elegida sobre «Dancing Queen» para ser publicada, a pesar del hecho de que desde que finalizaron los trabajos en la grabación de la canción, el cuarteto pensaba que la canción tenía potencial para convertirse en un sencillo exitoso. Fältskog afirmó en un programa de televisión:

A menudo es difícil saber cuál canción será un éxito. «Dancing Queen» fue la excepción. Todos sabíamos que [su éxito] iba a ser masivo.

El logotipo oficial de ABBA apareció por primera vez en la portada de «Dancing Queen».

El 18 de junio de 1976, como parte de una gala musical para celebrar el matrimonio entre el rey Carlos XVI Gustavo y Silvia Sommerlath, ABBA se presentó en la Ópera Real de Suecia en Estocolmo para estrenar su nueva canción, «Dancing Queen». Oficialmente, la canción fue publicada en Suecia como sencillo hasta el 16 de agosto, siendo el primero extraído del álbum Arrival. Otro tema del mismo álbum, «That's Me», fue colocado como el lado B del sencillo.
Sin embargo, anteriormente la canción ya había sido interpretada por el grupo en otros dos programas de televisión. El primero de ellos fue en Alemania, en el especial The Best of ABBA (Musikladen Extra); el segundo fue para el especial australiano The Best of ABBA/ABBA Down Under. Durante los siguientes dos meses, «Dancing Queen» llegaría a los mercados de Europa, África, Oceanía y América Latina. Por su parte, el sello discográfico del grupo en América del Norte, Atlantic Records, decidió retrasar su lanzamiento hasta diciembre de 1976; Discomate hizo lo mismo en Japón, donde «Dancing Queen» no fue publicada hasta mediados de 1977.
La portada para el sencillo de «Dancing Queen» fue creada por Ola Lager, quien elaboró la mayoría de las portadas de álbumes y sencillos del cuarteto. Esta portada, en la que los miembros de ABBA aparecen posando usando ropa negra y sombreros blancos (de ahí que sea conocida como «la foto de los sombreros blancos»), se convirtió en una de las fotografías favoritas del grupo, al mismo tiempo que fue una de las más usadas alrededor del mundo. Sin embargo, uno de los aspectos más importantes de la portada es que «Dancing Queen» fue el primer sencillo lanzado con el logotipo oficial del grupo, diseñado por Rune Soderqvist.

### Otros lanzamientos
A principios de 1980, después del éxito de «Chiquitita», el grupo decidió grabar un álbum de sus canciones más conocidas totalmente en español; entre los temas elegidos para integrar el disco se encontraba «Dancing Queen». El 8 de enero de 1980, Fältsjkog y Lyngstad comenzaron la grabación de «Reina danzante», con la traducción de la letra en manos de Mary y Buddy McCluskey, ejecutivos de RCA Records Argentina, y con ayuda de la periodista Ana Martínez del Valle para la pronunciación. La versión en español de la canción se publicó por primera vez a mediados de 1980, como parte del álbum Gracias por la música. Sin embargo, en la compilación ABBA oro, la pista se remasterizó y fue lanzada bajo el título de «La reina del baile», título con el que fue incluido en las compilaciones siguientes.
En 1992, diez años después de la separación del grupo, el lanzamiento del EP Abba-esque de Erasure, despertó el interés público en la música del cuarteto sueco. De esta manera, PolyGram, que recientemente había adquirido los derechos sobre la música de ABBA, decidió lanzar una nueva compilación a nivel mundial, la cual llevaría por título ABBA Gold. Para promocionarla, se preparó el relanzamiento de «Dancing Queen» como sencillo principal. El vídeo de la canción fue reeditado y el sencillo se publicó en algunos países de Europa y Oceanía, llegando a entrar en varias listas de popularidad. De igual forma, «Dancing Queen» ha sido elegida como sencillo para promocionar otros lanzamientos del grupo, como cajas recopilatorias, DVD y compilaciones; también se utilizó para la promoción del musical Mamma Mia! y su posterior adaptación al cine.

## Lista de canciones
| Sencillo 7 " - (1976) |                 |                                       |          |  |
| N.º                   | Título          | Escritor(es)                          | Duración |  |
| 1.                    | «Dancing Queen» | B. Andersson, B. Ulvaeus, S. Anderson | 3:53     |  |
| 2.                    | «That's Me»     | B. Andersson, B. Ulvaeus, S. Anderson | 3:17     |  |

| Sencillo CD (1992) |                           |                                       |          |  |
| N.º                | Título                    | Escritor(es)                          | Duración |  |
| 1.                 | «Dancing Queen»           | B. Andersson, B. Ulvaeus, S. Anderson | 3:53     |  |
| 2.                 | «Lay All Your Love on Me» | B. Andersson, B. Ulvaeus              | 4:36     |  |
| 3.                 | «The Day Before You Came» | B. Andersson, B. Ulvaeus              | 5:54     |  |
| 4.                 | «Eagle»                   | B. Andersson, B. Ulvaeus              | 5:53     |  |

## Promoción

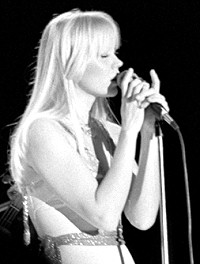
Agnetha Fältskog durante uno de los conciertos de la gira de 1977, donde se interpretaba «Dancing Queen».

### Video
El video de «Dancing Queen» fue grabado el 2 de febrero de 1976, en el club «Alexandra», una antigua discoteca ubicada en el centro de Estocolmo. Dirigido por Lasse Hallström, el mismo que dirigió la mayoría de los videos del grupo, el video muestra a los cuatro cantantes interpretando el tema delante de una audiencia que baila al ritmo de la canción. Los cuatro visten trajes elaborados con terciopelo de color granate (Fältskog y Andersson) y verde (Lyngstad y Ulvaeus), al mismo tiempo que las dos líderes vocales ejecutan una coreografía simple.
En 1992, con el relanzamiento del sencillo, se publicó un video retocado, muy similar al original. Dos años más tarde, se creó un nuevo video para la promoción de la película Muriel's Wedding, con fragmentos de la película y de otros videos del grupo, similar al elaborado para «Lay All Your Love on Me». Todos estos videos fueron reeditados y lanzados en formato DVD en varios lanzamientos, incluidos ABBA Gold, The Definitive Collecion, ABBA: 16 Hits y Number Ones.

### Presentaciones en televisión y conciertos en vivo
Después del lanzamiento de Arrival, el grupo realizó una gira de presentaciones en programas de televisión de varios países, incluyendo Suecia, Polonia, Estados Unidos, Canadá, Alemania, Reino Unido, Países Bajos y España, en donde interpretaban temas de su nuevo álbum, entre ellos, «Dancing Queen». En años posteriores, al convertirse en uno de los temas más conocidas del grupo, ocasionalmente era agregado a la lista de canciones que ABBA interpretaba en sus giras de promoción por televisión. Ninguna de estas presentaciones fue totalmente en vivo, muchas de ellas utilizando la sincronía de labios.
«Dancing Queen» fue incluida en las dos giras mundiales realizadas por el grupo y en ambas ocasiones fue presentada al final del concierto, en la parte de los bis. En el tour por Europa y Australia de 1977, el tema se interpretaba al finalizar las escenas del mini-musical «The Girl with the Golden Hair»; en ABBA: The Movie aparece una presentación completa de uno de los conciertos del grupo en Australia. De la misma manera, una presentación en la gira de 1979 grabada en Londres, fue lanzada como parte del documental ABBA In Concert.

## Recepción

### Crítica
En general, «Dancing Queen» recibió buenas críticas, en muchas de ellas se afirmó que era una de las mejores producciones del grupo, y uno de los mejores temas de la música disco. Por ejemplo, Donald A. Guarisco del sitio web Allmusic, dijo que «es una canción cuya sinceridad y pureza musical le permitieron durar más que el fenómeno disco y convertirse en un estándar del dance-pop». En relación con la música disco, en la crítica de Arrival hecha por Robot A. Hull para la revista Creem, se afirmó: «Desde luego, "Dancing Queen" ya se ha convertido en un cliché disco, pero el uso elaborado de los instrumentos de cuerda en esta grabación te hacen ignorar los ritmos ya pasados de moda».
Para la revista Billboard, la canción no le pareció buena en un principio, ya que en su crítica al sencillo de 1976, publicó: «aunque la melodía es ABBA al máximo, las letras se han solidificado considerablemente, tratando de la experiencia juvenil de ser una belleza de 17 años debajo de la bola de disco». Sin embargo, tres años más tarde, en su crítica al álbum recopilatorio Greatest Hits Vol. 2, afirman que «Dancing Queen» «es ampliamente considerado como uno de los sencillos mejor producidos de la década de 1970».
Al hablar de la canción, la revista Rolling Stone publicó que es «un clásico de ABBA, "[Dancing] Queen" fue un postre con sabor a disco hecho de una melodía sublime y armonías pop-ópera». El crítico inglés Adrian Denning, afirmó que «esta es la canción donde ABBA no es simplemente bueno, es la perfección del pop... 'Dancing Queen' es una canción donde la música y las voces establecen una perfecta armonía entre sí». George Starostin, un crítico de música ruso, la señaló como la mejor canción del álbum Arrival, al mismo tiempo que aseguró que era una de las mejores melodías del grupo.

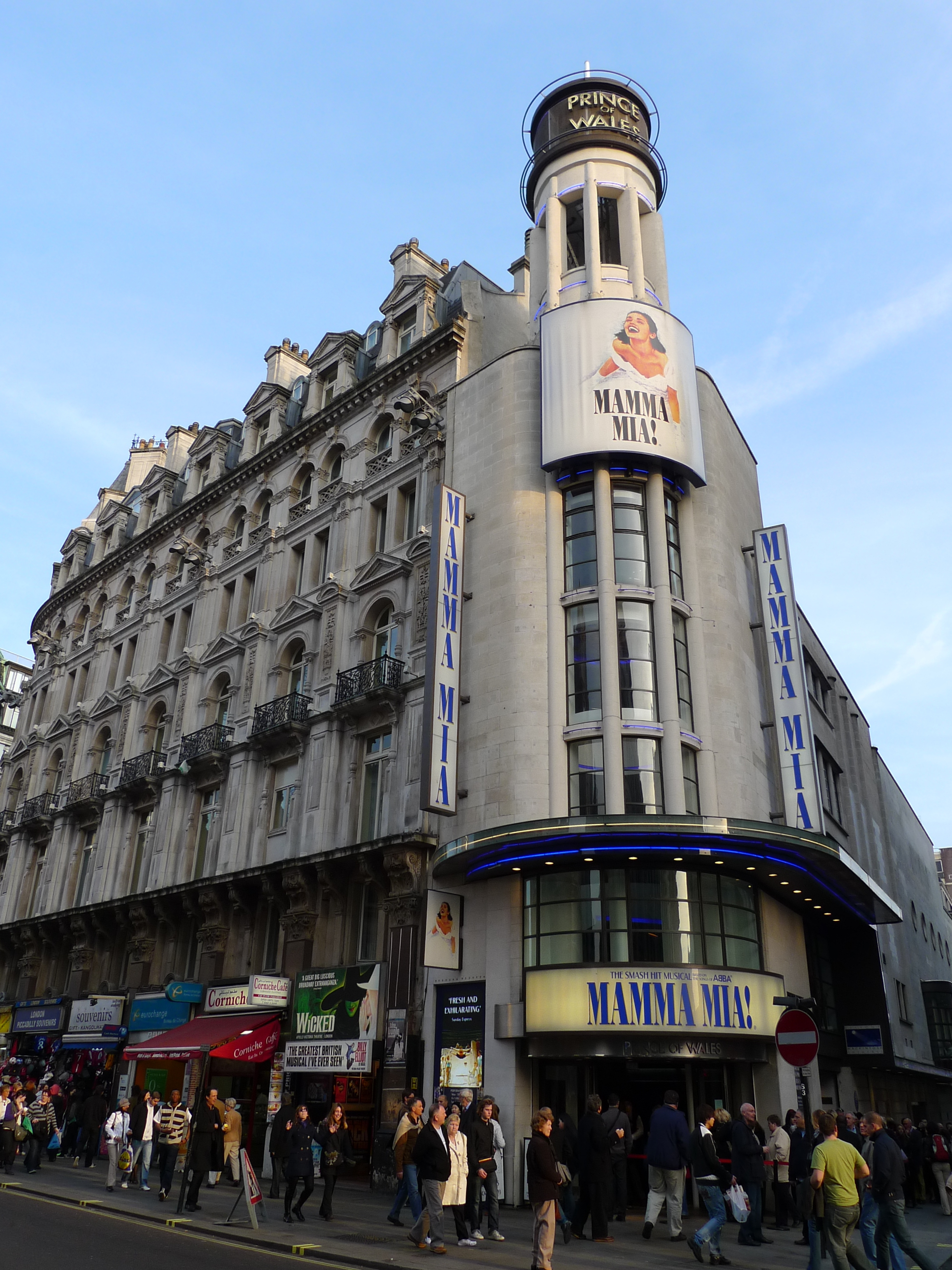
«Dancing Queen» fue incluida en el musical Mamma Mia!, basado en las canciones del grupo.

En varios sitios web populares, «Dancing Queen» recibe buenas críticas por parte de los usuarios. Por ejemplo, en Rate Your Music, la calificación que tiene la canción es de 3,78 de 5. Del mismo modo, en el sitio Norwegian Charts.com, recibió una valoración de 5,15 de 6 por parte de los usuarios. Finalmente, en YouTube el vídeo en el canal oficial del grupo tiene una aceptación del 99,1 %, además de juntar casi más de 700  millones de reproducciones.

### Comercial
«Dancing Queen» es uno de los sencillos comercialmente más exitosos lanzados por el grupo, vendiendo más de tres millones de copias en todo el mundo durante su lanzamiento original. Además, llegó al número uno en las listas de popularidad en diecisiete países diferentes. En el Reino Unido, el sencillo permaneció quince semanas dentro de la lista UK Singles Chart, seis de ellas en el número uno; en este país, se vendieron más de un millón de copias del sencillo. En su país natal, Suecia, la canción pasó catorce semanas en el número uno, marcando un récord para su época. También pudo colocarse en la primera posición de las listas de otros países de Europa, como Bélgica, Países Bajos, Alemania, Irlanda y Noruega.
En las dos listas de radio africanas disponibles en la década de 1970, el sencillo también arribó en el primer lugar, similar a lo que sucedió en México, Nueva Zelanda y Australia. En este último país, «Dancing Queen» pasó ocho semanas en el número uno de la lista elaborada por la ARIA, con ventas que le otorgaron una certificación de veinte veces disco de oro.
Después de su lanzamiento, «Dancing Queen» se convirtió en el único sencillo de ABBA en llegar al número uno de la lista Billboard Hot 100 de Estados Unidos, con ventas que sobrepasaron el millón y que le acreditaron un disco de oro. También fue la única canción del grupo en conquistar la lista RPM de Canadá. Finalmente, en Japón fue el segundo sencillo del cuarteto en entrar dentro de las primeras veinte posiciones de la lista nacional de sencillos, conquistando a su vez la lista internacional, ambas elaboradas por Oricon.
«Dancing Queen» ha sido relanzada en varias ocasiones, principalmente para promocionar el lanzamiento de nuevas compilaciones de los éxitos del grupo. Sin embargo, el relanzamiento de 1992 fue el que más éxito tuvo, logrando colocar la canción dentro de las listas de popularidad de varios países, 16 años después de su publicación original. También en 2008, con motivo del estreno de la cinta Mamma Mia!, musical basado en las canciones del grupo, la canción ingresó en las listas de Australia, Japón y el Reino Unido, gracias a las múltiples descargas digitales. En la actualidad, las ventas totales de «Dancing Queen» superan los 9 millones de copias vendidas, cifra que comprende 5,35 millones de ejemplares vendidos en formatos físicos y 3,8 millones de descargas. Esto sitúa la canción como la más exitosa de ABBA y la única en superar los 5 millones de copias vendidas.

### Listas de popularidad
| Lista                              | Posición |
| ---------------------------------- | -------- |
| Media Control Singles Sales        | 1        |
| Media Control Singles Airplay      | 1        |
| Top 50 ARIA Singles Chart          | 1        |
| Top 75 Singles Chart               | 4        |
| HUMO Top 30 Valonia                | 1        |
| VRT Top 30 Flandes                 | 1        |
| RPM Top 100 Singles                | 1        |
| RPM Adult Contemporary             | 3        |
| Radio Mil Airplay                  | 1        |
| Afyve Top 50 Ventas                | 10       |
| Los 40 Principales                 | 16       |
| Billboard Hot 100                  | 1        |
| Billboard Hot Adult Contemporary   | 6        |
| Top 100 Cashbox Singles            | 1        |
| Top 100 Record World Singles       | 1        |
| YLE Top 40                         | 3        |
| Singles & Airplay Reviews          | 4        |
| Irish Singles Chart                | 1        |
| Hit parade Top 50                  | 14       |
| Israel Top 40 Singles Chart        | 2        |
| Portugal Top 10 Singles Chart      | 1        |
| Dinamarca Top 40 Singles Chart     | 1        |
| Oricon International Singles       | 1        |
| Oricon Top 100 Singles             | 19       |
| Lista de sencillos internacionales | 1        |
| VG-lista                           | 1        |
| RIANZ Top 50                       | 1        |
| Dutch Top 40                       | 1        |
| Nationale Hitparade                | 1        |
| UK Singles Chart                   | 1        |
| Singles Airplay                    | 1        |
| Springbok Top 20                   | 1        |
| Sverigetopplistan                  | 1        |
| Schweizer Hitparade                | 3        |
| Singles Airplay                    | 1        |
| Eurochart Hot 100 Singles          | 1        |

| Lista (1992)                | Posición |
| --------------------------- | -------- |
| Media Control Singles Sales | 22       |
| ARIA Top 50 Singles         | 37       |
| VRT Top 30 Flandes          | 16       |
| HUMO Top 30 Valonia         | 18       |
| Irish Singles Chart         | 9        |
| VG-lista                    | 5        |
| RIANZ Top 50                | 14       |
| Nationale Hitparade         | 24       |
| Dutch Top 40                | 15       |
| UK Singles Chart            | 16       |
| Sverigetopplistan           | 15       |

| Lista (2008)         | Posición |
| -------------------- | -------- |
| ARIA Top 100 Singles | 58       |
| Japan Hot 100        | 70       |
| UK Singles Chart     | 89       |
| Gaon Digital Chart   | 95       |

| Lista                            | Posición |
| -------------------------------- | -------- |
| 1976                             |          |
| Media Control Singles Sales      | 17       |
| Kent Music Report                | 3        |
| HUMO Top 30 Valonia              | 1        |
| Singles & Airplay Reviews        | 52       |
| Hit Parade Top 100               | 65       |
| RIANZ Top 50                     | 4        |
| Nationale Hitparade              | 1        |
| UK Singles Chart                 | 4        |
| Springbok Top 20                 | 10       |
| Schweizer Hitparade              | 11       |
| 1977                             |          |
| RPM Top 100 Singles              | 5        |
| Billboard Hot 100                | 12       |
| Cashbox Top 100                  | 3        |
| Billboard Hot Adult Contemporary | 28       |
| Hit Parade Top 100               | 89       |

## Certificaciones y ventas
| País  | Certificación | Ventas    |
| ----- | ------------- | --------- |
| ARIA  | 20× Oro       | 1 000     |
| RIAA  | Oro           | 1 100 000 |
| RIAJ  | Oro           | 350 000   |
| RIANZ | Platino       | 20 000    |
| BPI   | Oro           | 1 100 000 |

## Créditos y personal
- Voces: ABBA.
- Productores: Benny Andersson y Björn Ulvaeus.
- Ingeniero de sonido: Michael B. Tretow.
- Bajo: Rutger Gunnarsson.
- Batería: Roger Palm y Malando Gassama.
- Guitarra: Björn Ulvaeus.
- Teclado y sintetizador: Benny Andersson.
- Violín: Sven-Olof Walldoff.

## Legado

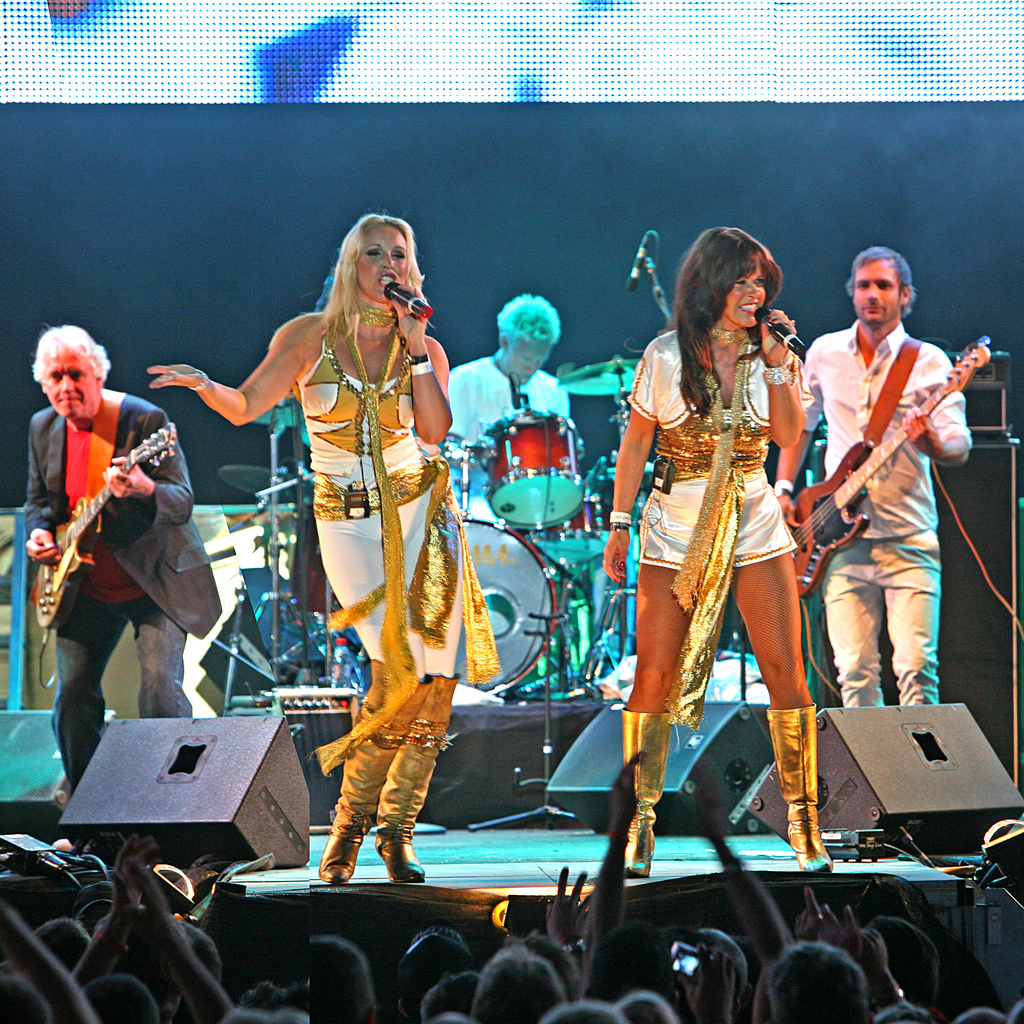
Diferentes bandas tributo, como la de la imagen, han grabado su propia versión de este y otros éxitos del grupo.

Después de su lanzamiento, «Dancing Queen» se convirtió en uno de los sencillos más exitosos del grupo y con el paso del tiempo llegó a ser su canción insignia. De hecho, el tema aparece en muchos de los álbumes recopilatorios lanzados después de la separación del grupo, ocurrida en 1982. Así, hizo su aparición en álbumes exitosos como ABBA Gold, The Definitive Collection, Number Ones y Thank you for the Music; además, una interpretación del tema grabada en 1979 fue incluida en el único álbum en directo del grupo, ABBA Live.
«Dancing Queen» es considerada como una de las mejores canciones dentro de su género, ya que muchos críticos la consideran una de las mejores canciones dentro del disco y el pop. De hecho, la revista Rolling Stone la incluyó en su lista de las 500 mejores canciones, posicionándola en el puesto 171. También fue elegida como una de las diez mejores canciones que alcanzaron el número uno del Reino Unido, además de ser una de las canciones que más veces se ha tocado en la radio de ese país. Por otro lado, en varios sitios web dedicados al grupo, frecuentemente es elegida como la mejor canción de ABBA. 
Muchos artistas han grabado su propia versión de la canción, algunas de las cuales cobraron popularidad entre los seguidores de ABBA y el público en general. A-Teens, Sixpence None The Richer, Brotherhood of Man, Belinda Carlisle, Jennifer Love Hewitt, S Club 7, Kalomoira, Texas Lightning, la Orquesta Filarmónica de Londres y Meryl Streep son algunos ejemplos. Otros artistas, como Alanis Morissette, Kylie Minogue (en la ceremonia de apertura de los Juegos Olímpicos de Sídney 2000), U2 (al lado de Andersson y Ulvaeus), Sex Pistols, Donna Summer y The Sugarcubes, interpretaron el tema en vivo, como parte de conciertos y presentaciones especiales.
De manera similar, se ha utilizado como banda sonora de películas y series de televisión. Por ejemplo, una versión en vivo fue incluida en el largometraje protagonizado por el cuarteto, ABBA The Movie. Con otras canciones del grupo, formó parte de la banda sonora de la cinta Muriel's Wedding, llevando a un resurgimiento de la música del grupo en la cultura popular australiana. También fue incluida en los musicales Abbacadabra y Mamma Mia!, basados en las canciones del grupo, así como la adaptación al cine del último. La canción ha sido utilizada como música de fondo en programas como Scrubs, That '70s Show, Sonata de invierno, House M. D., South Park, Glee, entre otros y se hizo una parodia de esta canción en la serie Disney Channel Gravity Falls denominándola Reina Disco, así como la banda nombrándola como Babba.
La canción (al igual que mucha de la discografía de ABBA), estuvo en el juego ABBA: You Can Dance, de la compañía francesa Ubisoft, y estuvo a punto de salir en el juego de la misma compañía Just Dance 2015, junto a Respect de Aretha Franklin, pero por razones desconocidas, quedaron en fase beta.
El 23 de agosto de 2018, Ubisoft relanzó la beta en el servicio de streaming Just Dance Unlimited del Just Dance 2018 recibiendo halagos de los fanes de la citada franquicia, demostrando que el legado de la canción sigue vigente.